# Voo Cruzeiro do Sul 144 (1963)
O voo Cruzeiro do Sul 144 foi uma rota comercial doméstica, operada pela companhia Serviços Aéreos Cruzeiro do Sul, partindo de Belo Horizonte com destino ao Rio de Janeiro, com escalas em Florianópolis, Curitiba, Porto Alegre  e São Paulo. Na noite de 3 de maio de 1963, a aeronave que realizava essa rota, um Convair 340 prefixo PP-CDW, decolou do Aeroporto de Congonhas em São Paulo às 19h30, com destino ao Aeroporto Santos Dumont, Rio de Janeiro. Logo depois da decolagem, a tripulação foi alertada por um aviso sonoro de incêndio em um dos motores e tentou retornar ao aeroporto. Durante a manobra, a aeronave perdeu altitude e caiu, causando a morte de 37 ocupantes e ferimentos em outros treze.

## Aeronave
Em 1946, a Cruzeiro do Sul ganharia do governo brasileiro o direito de explorar voos entre o Brasil, Porto Rico e os Estados Unidos. Para atender essas rotas, a empresa adquiriu 3 aeronaves Douglas DC-4. Porém a Cruzeiro exigiria subvenção do governo brasileiro para operar essas rotas, o que não seria aceito pelas autoridades, de forma que a empresa desistiria de operar as mesmas. Com isso, os DC-4 operariam brevemente em rotas nacionais até serem devolvidos em 1952. Para substituí-los, a Cruzeiro do Sul encomendaria entre 1954 e 1960 19 aeronaves Convair, sendo 10 CV240 usados (adquiridos da American Airlines), 4 CV340 e 5 CV440. As primeiras aeronaves seriam os CV340, com o primeiro deles recebido em março de 1954. Essa aeronave seria fabricada em 1954, tendo recebido o número de série 159 e seria registrada como PP-CDW. Nessa época a Cruzeiro do Sul batizaria seus aviões com nomes de estelas. As aeronaves Convair 240/340/440 prestariam serviços na Cruzeiro do Sul até 1967 quando seriam substituídas pelos NAMC YS-11. Das 19 aeronaves operadas, 6 seriam perdidas em acidentes. Isso contribuiria para a substituição precoce dos Convair.
| Aeronave         | Prefixo | Modelo | Observações                                                                        |
| ---------------- | ------- | ------ | ---------------------------------------------------------------------------------- |
| Regulus          | PP-CET  | CV-240 | Retirado de serviço em 1967                                                        |
| Aldebaran        | PP-CEU  | CV-240 | Retirado de serviço em 1967                                                        |
| Betelgeuse.      | PP-CEV  | CV-240 | Destruído em S. Paulo em 15/1/63                                                   |
| Polaris          | PP-CEW  | CV-240 | Retirado de serviço em 1967                                                        |
| Não identificado | PP-CEY  | CV-240 | Retirado de serviço em 1967                                                        |
| Dube.            | PP-CEZ  | CV-240 | Destruído em Vitória em 9/5/62                                                     |
| Rígel            | PP-CFA  | CV-240 | Retirado de serviço em 1967                                                        |
| Não identificado | PP-CFB  | CV-240 | Retirado de serviço em 1967                                                        |
| Não identificado | PP-CFC  | CV-240 | Retirado de serviço em 1967                                                        |
| Alderamin        | PP-CFD  | CV-240 | Acidentado, sem vítimas, no Rio de Janeiro em 20/5/1965,tendo sofrido perda total. |
| Sirius.          | PP-CDW  | CV 340 | Destruído em S. Paulo em 3/5/63                                                    |
| Canopus          | PP-CDY  | CV-340 | Acidentado, sem vítimas, em Parnaíba em 22/1/1963, tendo sofrido perda total.      |
| Vega             | PP-CDZ  | CV-340 | Retirado de serviço em 1967                                                        |
| Antares          | PP-CEA  | CV-340 | Retirado de serviço em 1967                                                        |
| Castor           | PP-CEN  | CV-440 | Retirado de serviço em 1967                                                        |
| Polúx            | PP-CEO  | CV-440 | Retirado de serviço em 1967                                                        |
| Alcyon.          | PP-CEP  | CV-440 | Destruído em Curitiba em 16/6/58                                                   |
| Procyon          | PP-CER  | CV-440 | Retirado de serviço em 1967                                                        |
| Altair           | PP-CFE  | CV-440 | Substituiria o Alcyon. Retirado de serviço em 1967                                 |

## Acidente
Após um atraso de quarenta minutos, causado pela substituição por conta de defeito, da aeronave original que realizaria o voo das 19 horas da Ponte Aérea, a aeronave decolaria do Aeroporto de Congonhas somente às 19h40 min. Logo após a decolagem, soaria na cabine os alarmes de incêndio e o de superaquecimento do motor nº 2 (lado direito). O piloto declarou emergência e iniciou os procedimentos para pouso. Para combater o grave problema, a tripulação optou por desligar e embandeirar o motor nº 2 e acionar os extintores de emergência para extinguir o fogo desse motor. Durante breve contato com a torre de controle de Congonhas, a tripulação solicitou confirmação visual de incêndio no motor nº 2. Ao travar contato visual com a aeronave, o controlador de voo não encontrou sinais de fogo nos motores da aeronave e transmitiu a informação para a tripulação do Sirius. Apesar de não ter sido detectado fogo no motor, a campainha do alarme de incêndio ainda soava. Com isso, a tripulação julgou se tratar de um alarme falso, porém manteve a decisão de realizar um pouso de emergência.
Durante os procedimentos de pouso, ocorreu uma tentativa mal sucedida de religamento do motor nº 2 e a hélice desse motor desligado giraria em falso, causando grande arrasto, prejudicando a estabilidade da aeronave. Após iniciar uma curva para se posicionar na direção da pista, a aeronave perdeu sustentação e caiu sobre uma residência localizada no número 2356 da Avenida Piassanguaba, próxima ao aeroporto, incendiando-se em seguida. Apesar do forte impacto com o solo, doze passageiros (entre eles o ator Renato Consorte) e um tripulante sobreviveriam ao acidente. Entre os mortos estava o deputado Miguel Bahury, responsável por presidir uma Comissão Parlamentar de Inquérito na Câmara dos Deputados, cujo intuito era investigar as causas do grande número de acidentes aéreos ocorridos no país naquela época. A criação dessa comissão seria motivada pelo acidente com outro Convair 340 durante o Voo REAL Transportes Aéreos 435, no qual a esposa do deputado Bahury perderia a vida.

## Consequências
Ainda no dia 3, o voo das 23 horas da Ponte Aérea sofreria um incidente, com a explosão em terra de um motor de outro Convair 340 da Cruzeiro, fazendo muitos passageiros desistirem de voar naquele momento. O acidente evidenciaria a precariedade das operações de voo no Brasil, principalmente na manutenção de aeronaves.
| “ | A aviação comercial (do Brasil) melhorou mas ainda acumula sérios problemas e erros. | ” |

Durante as investigações, foi constatado que o motor nº 2 do Sirius havia apresentado problemas durante outro voo com destino a Porto Alegre, tendo sido reparado, testado e aprovado por equipes de manutenção da Cruzeiro do Sul naquele aeroporto. Posteriormente seria constatado que o alarme de incêndio era, na verdade, um alarme falso (enquanto que a ocorrência real era um superaquecimento do motor nº 2). Por conta do alarme falso, a tripulação acionou os extintores do motor n° 2. Durante a tentativa de religá-lo, os tripulantes se esqueceriam de desligar os extintores, que quando acionados desligavam automaticamente o fluxo de combustível e o comando elétrico do motor. Esse erro poderia ter sido cometido pelos pilotos da Cruzeiro pelo fato de os mesmos estarem familiarizados com as cabines dos Convair CV240 e CV440, que eram idênticas, ao contrário das cabines dos Convair CV-340. Falhas técnicas em aeronaves eram comuns nessa época da aviação nacional e evidenciariam a falta de uma manutenção eficiente.
A Cruzeiro do Sul operava dezenove aeronaves Convair, tendo perdido seis em acidentes. Esses acidentes contribuiriam para a aposentadoria precoce dessas aeronaves na empresa.

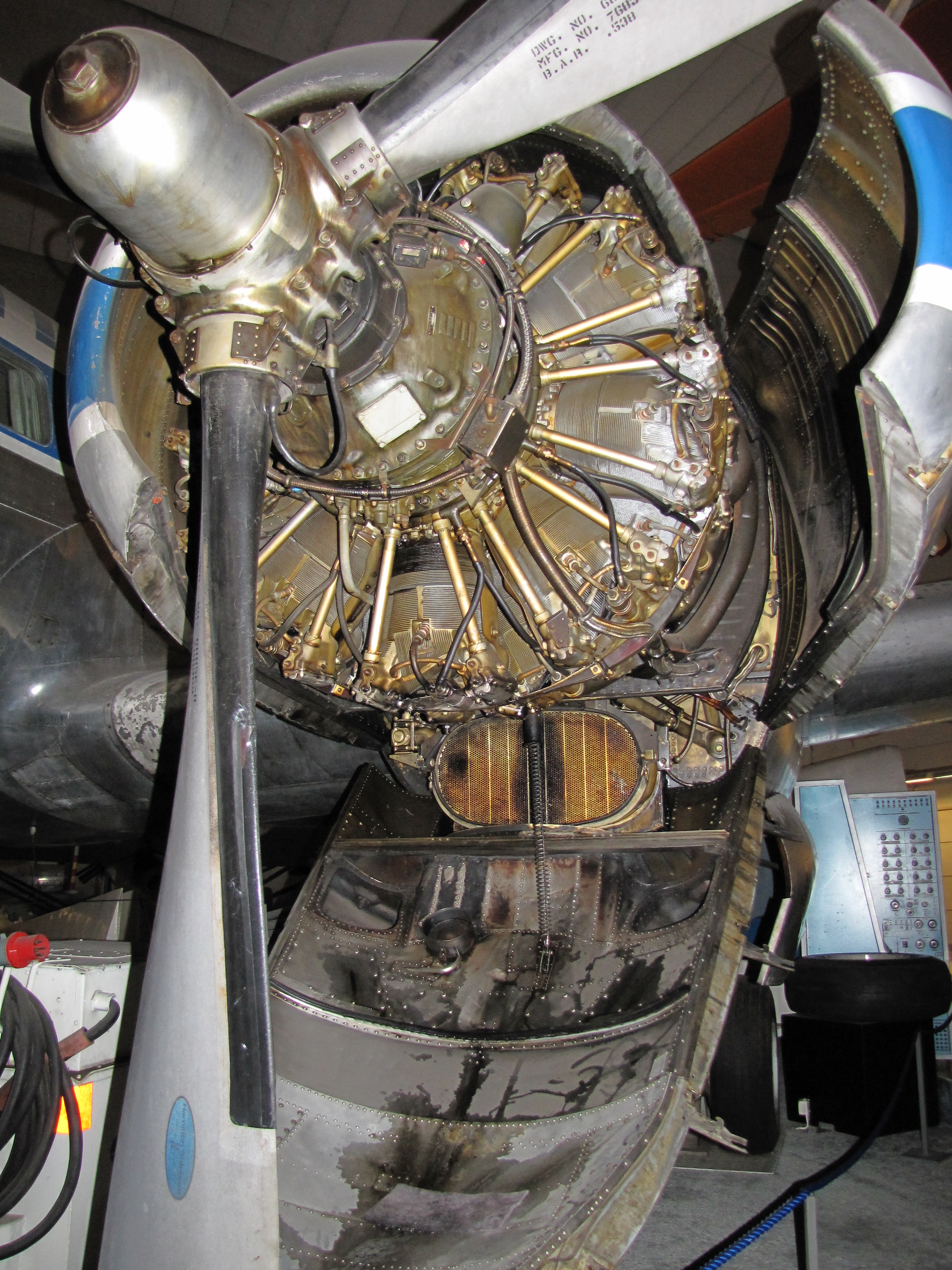
Motor Pratt & Whitney R-2800, utilizado pelo Convair 340. O superaquecimento do motor causaria o alarme falso de incêndio do PP-CDW Sirius.
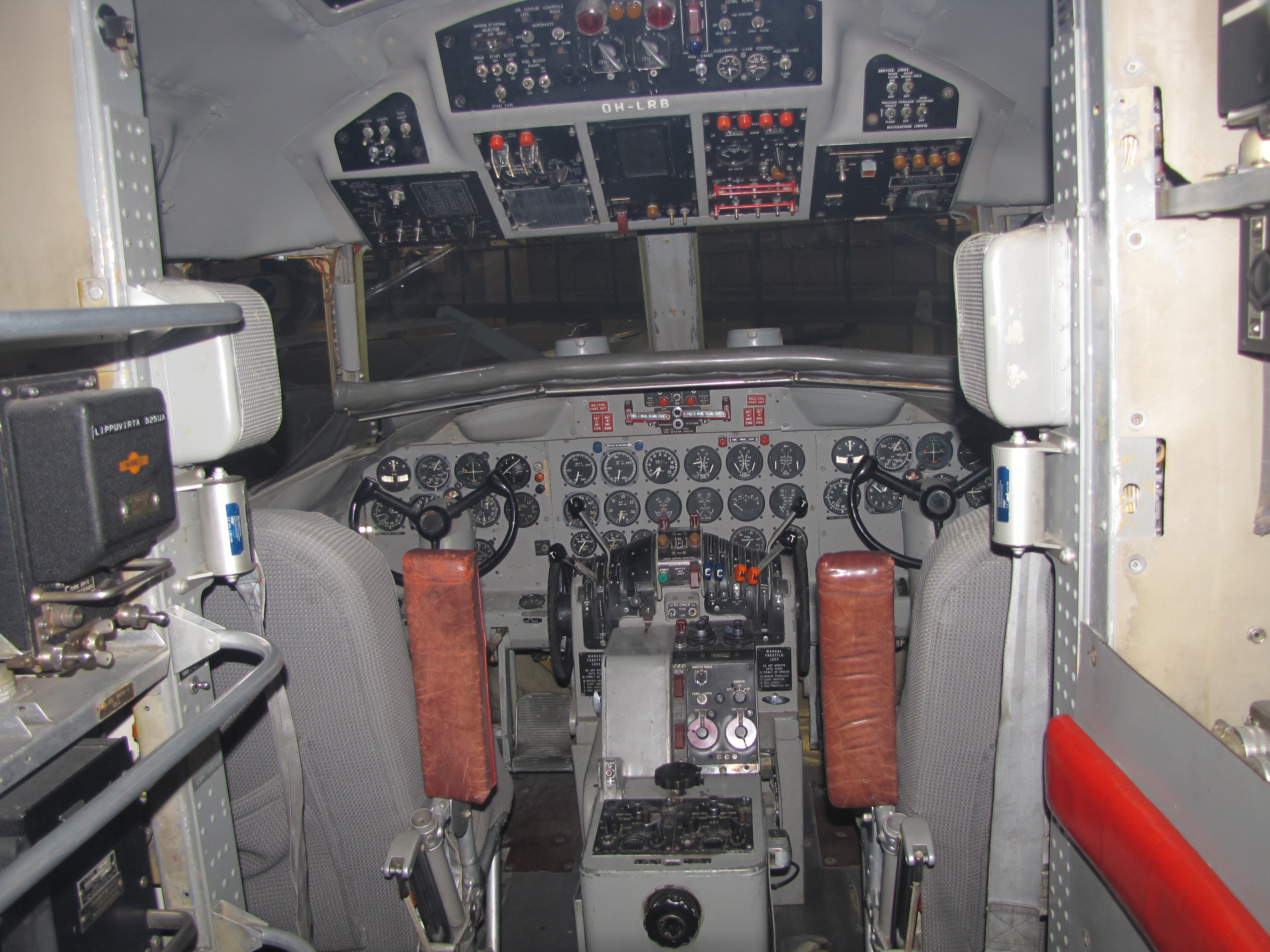
As cabines dos Convair 240 e 440 eram similares, enquanto que a cabine do Convair 340 era exclusiva desse modelo. Por conta desse detalhe diversas empresas aéreas converteriam suas cabines de CV 340 para CV 440 (como a da foto acima).
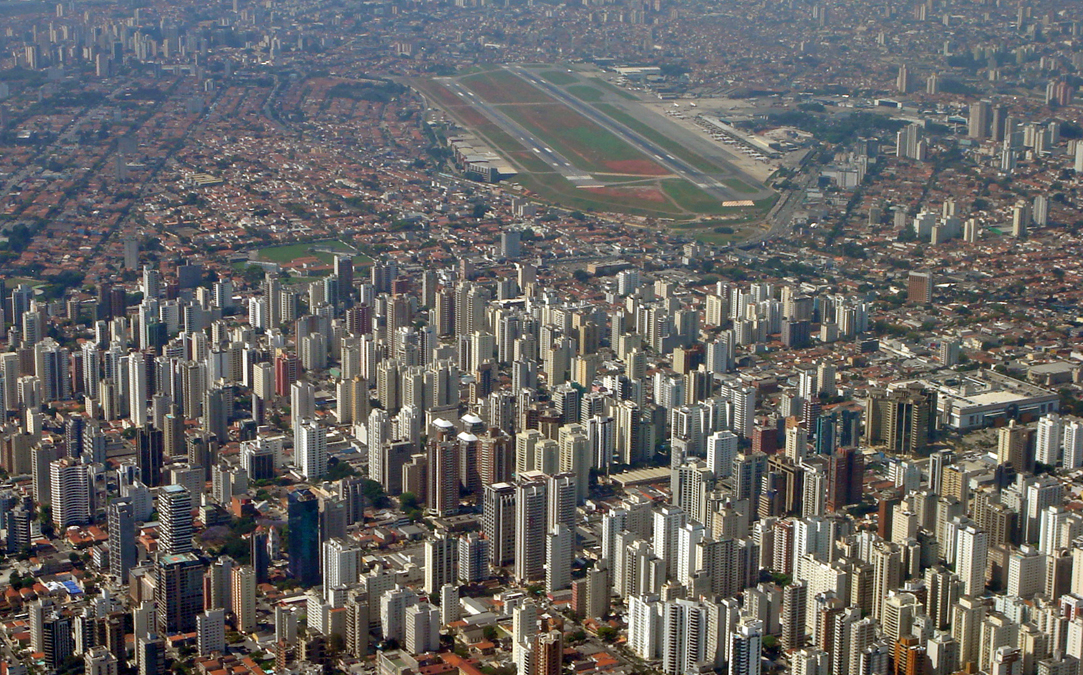
Vista do Aeroporto de Congonhas. O Convair cairia na área à esquerda do aeroporto.